# Columbus (Misisipi)

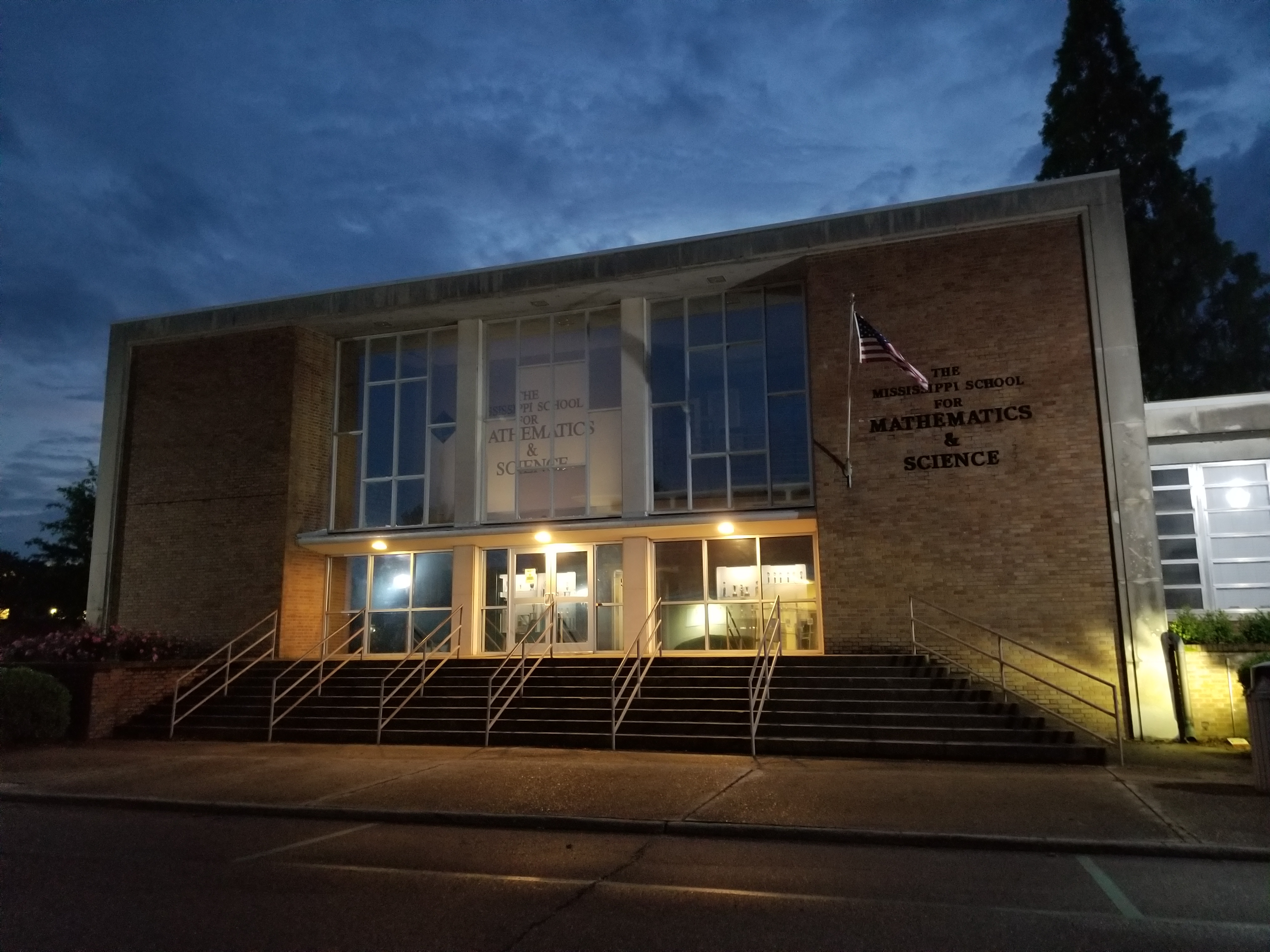
Mississippi School for Mathematics and Science

Columbus es una ciudad situada en el condado de Lowndes, Misisipi, Estados Unidos. Tiene una población estimada, a mediados de 2023, de 23 035 habitantes.
Es la sede del condado y la ciudad natal del escritor Tennessee Williams (1911-1983).

## Geografía
La localidad está ubicada en las coordenadas 33°30′30″N 88°24′26″O / 33.50833, -88.40722 (33.508208, -88.407128). Según la Oficina del Censo, tiene una superficie total de 67.02 km², de los cuales 64.94 km² corresponden a tierra firme y 2.08 km² están cubiertos de agua.

## Demografía

### Censo de 2020
Según el censo de 2020, en ese momento la localidad tenía una población de 24 084 habitantes. La densidad de población era de 370.87 hab./km². 
| Raza                   | Núm.   | Porc.   |
| ---------------------- | ------ | ------- |
| Afroamericanos         | 15 395 | 63.92%  |
| Blancos                | 7567   | 31.42%  |
| Amerindios             | 43     | 0.18%   |
| Asiáticos              | 256    | 1.06%   |
| Isleños del Pacífico   | 4      | 0.02%   |
| De otras razas         | 210    | 0.87%   |
| De una mezcla de razas | 609    | 2.53%   |
| Total                  | 24 084 | 100.00% |

Del total de la población, el 1.90% eran hispanos o latinos de cualquier raza.

### Estimación 2019-2023
Según la estimación 2019-2023 de la Oficina del Censo, los ingresos medios de los hogares de la localidad son de $40,588 y los ingresos medios de las familias son de $58,057. Los ingresos per cápita en los últimos doce meses, medidos en dólares de 2023, son de $28,006.